# Rodrigo Riquelme Reche
Rodrigo Riquelme Reche (Madrid, 2 d'abril del 2000) és un futbolista professional madrileny que juga d'extrem dret al Reial Betis. És internacional amb la selecció espanyola.

## Carrera de club

### Atlètic de Madrid
Nascut a Madrid, Riquelme es va incorporar a l'equip juvenil de l'Atlètic de Madrid el 2010 amb deu anys, després de representar el Rayo Vallecano i el Reial Saragossa. Va debutar amb el filial el 16 de març de 2019, jugant els darrers cinc minuts d'una derrota a Segona Divisió B per 0-1 contra la SD Ponferradina. 
Riquelme va debutar amb el seu primer equip i a la primera divisió l'1 de setembre de 2019, substituint Thomas Lemar en una derrota a casa per 3-2 contra la SD Eibar.

#### Cessió al Bournemouth
L'1 d'octubre de 2020, Riquelme fou cedit al club de l'EFL Championship anglesa AFC Bournemouth per tota la temporada, amb opció de compra. Va debutar amb el club com a suplent en un empat 1-1 a fora contra el Cardiff City. Va marcar el seu primer gol amb el Bournemouth en un empat 1-1 amb el Derby County el 31 d'octubre de 2020. Riquelme va tenir la seva primera titularitat amb el club en una derrota a casa per 2-3 davant el Preston.

#### Cessió al Mirandés
El 30 d'agost de 2021, Riquelme va passar al CD Mirandés de Segona Divisió cedit per a la campanya 2021-22.

#### Cessió al Girona
L'1 d'agost del 2022, Riquelme va ser cedit al Girona FC de la màxima categoria per un any, després de renovar el contracte amb l'Atletic fins al 2028. Va tornar a l'Atlético al final de la temporada i va tenir un temps de joc consistent, utilitzat com a lateral esquerre en el 3-5-2 de Simeone. Va acabar la temporada 23-24 amb 4 gols i 5 assistències, inclòs un gol contra el Reial Madrid als vuitens de final de la Copa del Rei.

### Betis
El 4 de juliol de 2025, Riquelme va signar un contracte de cinc anys amb el Reial Betis, també de primera divisió.